# Italian Series of Poker 2021
Le Italian Series of Poker 2021 si sono tenute dal 26 agosto al 6 settembre a Nova Gorica, in Slovenia, presso il casinò Perla. Si è trattato della 11ª edizione dei Campionati Italiani, che ha visto la partecipazione di circa 2000 giocatori.
Il programma composto da 25 eventi live si è concretizzato dopo due anni e tre mesi di attesa, in quanto le ISOP 2020 dal vivo furono cancellate a causa della pandemia di COVID-19.

## Main Event
Il Main Event ha laureato come campione italiano il forlivese Romano Ravaioli, che ha avuto la meglio sull'australiano Adam Kharman .

### Evento 14 - Campionato Italiano Main Event[4]
- Luogo: Casino Perla, Nova Gorica
- Buy-in: € 990
- Data: 3-6 settembre 2021
- Partecipanti: 136
- Montepremi: € 117.450
- Giocatori a premio: 14

## Copertura televisiva
Poker Italia TV, evento #14, su YouTube, 6 settembre 2021.
| Tavolo finale | Tavolo finale    | Tavolo finale |
| Posizione     | Nome             | Premio        |
| ------------- | ---------------- | ------------- |
| 1             | Romano Ravaioli  | € 30.000      |
| 2             | Adam Kharman     | € 20.000      |
| 3             | Emanuele Onnis   | € 15.000      |
| 4             | Andrea Iocco     | € 11.650      |
| 5             | Vasta Carmelo    | € 9.000       |
| 6             | Thomas Perreca   | € 7.000       |
| 7             | Simone Agnoletto | € 5.500       |
| 8             | Alessio Isaia    | € 4.000       |

## Eventi preliminari
Il torneo di apertura, il Deep, è stato vinto dal riminese Danilo Donnini a spese dello sloveno Jernej Skorjanc.
Danilo Donnini protagonista assoluto per avere conquistato tre titoli ai campionati italiani 2021: il Deep, il Crazy Pineapple, infine, il Campionato Italiano PRO.
Due tavoli finali per il lituano Martynas Milauskas, specialista della variante Omaha, vittorioso nell'evento n. 2 (Pot Limit Omaha - POY Championship) e Runner Up dell'evento numero 3 (Pot Limit Omaha - 8 Max).
Due tavoli finali anche per il greco Andreas Pournaras, vincitore dell'evento n.4 (Campionato Italiano 8 Max - Super KO) e Runner Up nell'evento 14 Campionato Italiano Omaha HI-LO.
Tra gli eventi speciali, Sara Pertan si è laureata campionessa italiana Ladies .
| N. | TV table           | Data                  | Evento                                                           | Entries | Vincitore           | Premio   | Runner Up           | Terzo Classificato   |
| -- | ------------------ | --------------------- | ---------------------------------------------------------------- | ------- | ------------------- | -------- | ------------------- | -------------------- |
| 1  | Video, su YouTube. | 26/08/2021 30/08/2021 | € 270 + 30 Campionato Italiano Deep                              | 378     | Danilo Donnini      | € 19.000 | Jernej Skorjanc     | Lorenzo Pio          |
| 2  |                    | 26/08/2021            | € 270 + 30 Pot Limit Omaha - POY Championship                    | 45      | Martynas Miliauskas | € 4.107  | Lorenzo Lagana      | Carlo Braccini       |
| 3  |                    | 28/08/2021            | € 125 + 25 Pot Limit Omaha - 8 Max                               | 69      | Jan Kurincic        | € 2.000  | Martynas Miliauskas | Oscar Deflorian      |
| 4  |                    | 28/08/2021            | € 200 + 25 No Limit Hold'em - Campionato Italiano 8 Max Super KO | 106     | Andreas Pournaras   | € 3.500  | Manuel Ferrari      | Ettore Santoprete    |
| 1s | Video, su YouTube. | 28/08/2021            | € 100 + 20 No Limit Hold'em - Campionato Italiano Interforze     | 18      | Francesco Centonza  | € 500    | Sloby Stanculovic   | Giovanni Terranova   |
| 5  |                    | 29/08/2021            | € 220 + 30 No Limit Hold'em/Pot Limit Omaha - 8 Max              | 35      | Giorgio Silvestrin  | € 2.481  | Rok Markovic        | Giovanni Salvatore   |
| 6  | Video, su YouTube. | 29/08/2021            | € 170 + 30 No Limit Hold'em - 6 Max Championship                 | 101     | Fabio Foschi        | € 3.912  | Cosimo Bisogno      | Daniele Bassuti      |
| 7  | Video, su YouTube. | 30/08/2021 31/08/2021 | € 360 + 40 Pot Limit Omaha - Campionato Italiano 8 Max           | 48      | Cesare Radice       | € 4.700  | Antonio Rutigliano  | Stefano Bozzato      |
| 8  |                    | 30/08/2021            | € 100 + 25 No Limit Hold'em - KO                                 | 103     | Maria Lucia Cerato  | € 1.200  | Crescenzo Vitiello  | Antonio Contaldo     |
| 9  |                    | 31/08/2021 01/09/2021 | € 360 + 40 No Limit Hold'em - 6 Max                              | 64      | Lorenzo Pio         | € 6.400  | Petar Popović       | Samuel Libro         |
| 10 |                    | 31/08/2021            | € 220 + 30 Omaha Hi/Lo                                           | 24      | Dario De Toffoli    | € 1.850  | Andreas Pournaras   | Angelo Pavan         |
| 11 |                    | 31/08/2021            | € 125 + 25 Crazy Pineapple                                       | 52      | Danilo Donnini      | € 2.030  | Jan Kurincic        | Augusto Baruffi      |
| 12 |                    | 01/09/2021            | € 220 + 30 No Limit Hold'em - Campionato Italiano Freezout       | 42      | Adrian Sorin        | € 3.300  | Antonio Rutigliano  | Enrico Mosca         |
| 13 |                    | 01/09/2021            | € 125 + 25 No Limit Hold'em - Campionato Italiano Turbo          | 44      | Malek Mediati       | € 1.546  | Paolo Litrico       | Massimiliano Greco   |
| 14 | Video, su YouTube. | 03/09/2021 06/09/2021 | € 900 + 90 No Limit Hold'em - Campionato Italiano Main Event     | 136     | Romano Ravaioli     | € 30.000 | Adam Kahrman        | Emanuele Onnis       |
| 15 |                    | 02/09/2021 04/09/2021 | € 60 + 20 No Limit Hold'em - Campionato Italiano Hercules        | 219     | Denis Gubic         | € 16.960 | Marcello De Leo     | Andrea Codognotto    |
| 16 |                    | 03/09/2021            | € 85 + 15 No Limit Hold'em - Campionato Italiano Ladies          | 14      | Sara Pertan         | € 600    | Felisa Westermann   | Veronica Tempo       |
| 17 |                    | 04/09/2021 05/09/2021 | € 450 + 50 No Limit Hold'em - Campionato Italiano PRO            | 64      | Danilo Donnini      | € 8.500  | Maurizio Migliorini | Angelo Esposito      |
| 18 |                    | 05/09/2021            | € 225 + 25 No Limit Hold'em - Campionato Italiano 8 Max KO       | 82      | Antonio Sannicola   | € 2.800  | Dario De Toffoli    | Marcello Tagliaferri |
| 19 |                    | 06/09/2021            | € 125 + 25 No Limit Hold'em - Campionato Italiano Win the Button | 37      | Paolo Santagati     | € 1.625  | Nicola Naclerio     | Francesco Giannocar  |
| 20 |                    | 06/09/2021            | € 175 + 25 No Limit Hold'em - Campionato Italiano 8 Max          | 38      | Eugenio Cupellini   | € 2.000  | Mahmud Sultan       | Vincenzo Di Martino  |
| 21 |                    | 06/09/2021            | € 125 + 25 No Limit Hold'em - Short Stack Campionato Italiano    | 13      | Marc E. F. Meden    | € 810    | RiKu Alatalo        | Thomas Bianco        |